# Kontinentalliga
Die Kontinentalliga war ein von Friedrich August von Holstein 1895/1896 konzipierter,  jedoch praktisch nicht verwirklichter Zusammenschluss der einflussreichen Staaten des europäischen Kontinents, vor allem Deutschland, Österreich-Ungarn, Italien, Russland, Frankreich gegen England.
Die Haltung der französischen und russischen Regierung während der deutsch-englischen diplomatischen Krise nach der Veröffentlichung der Krüger-Depesche erweckte bei einflussreichen Mitarbeitern des Auswärtigen Amtes, besonders bei von Holstein, die Hoffnung, ein Bündnis der Staaten des europäischen Festlands abschließen zu können.
Der Plan einer Kontinentalliga missachtete die vorhandenen ökonomischen und politischen Widersprüche zwischen den Staaten des Dreibundes auf der einen und den Staaten der Französisch-Russischen Allianz (1893) auf der anderen Seite und scheiterte deshalb.
Der Plan charakterisierte jedoch die Bemühungen, die wachsende Gefahr der Isolierung Deutschlands Mitte der 1890er Jahre abzuwenden.